# Стаденер, Ингегерд
Ингегерд Гурли Стаденер, урождённая Петерссон, известная также под псевдонимом Хелена Полони (швед. Ingegerd Gurli Stadener, Helena Poloni; 13 июля 1903, Гётеборг — 19 февраля 1968) — шведская писательница.

## Биография и творчество
Ингегерд Петерссон родилась в 1903 году в Гётеборге. Её детство прошло в Хальмстаде; затем она училась в Лунде. В юности Ингегерд мечтала стать актрисой, однако ранний брак с Эриком Руне помешал театральной карьере. Тогда Ингегерд обратилась к литературе и в девятнадцать лет написала своё первое произведение, книгу для девочек. В 1935 году была издана её книга «Barnen i Petterssons trädgård och andra barn» под именем Ингегерд Борре-Руне. В 1938 году Ингегерд вышла замуж во второй раз, за Нильса Стаденера. В 1940 году она написала ещё один молодёжный роман, опубликованный под именем Ингегерд Стаденер.
От прозы для юношества Стаденер перешла к жанру любовного романа. Действие в её книгах происходит, как правило, в небольшом провинциальном городке; в центре повествования — женщины, их жизненные трудности и взаимоотношения с мужчинами. В 1944 году за свой роман «Kvarnlyckan» Стаденер получила Большую шведскую премию (Stora svenska romanpriset). Помимо романов, она также писала стихи, рассказы и детские книги.
В 1954 году Стаденер начала писать в новом для себя жанре детективной истории, опубликовав, под своим настоящим именем, книгу «Djupa vatten». У критиков книга встретила прохладный приём, и возможно поэтому следующие свои произведения в этом жанре писательница издавала под псевдонимом — Хелена Полони. Центральным персонажем в них является Астрид Брунелиус, жена священника: именно она ведёт расследование. Кроме того, две книги — «Mysteriet med de blåmärkta smalbenen» (1960) и «Mysteriet med sovvagnsblondinen» (1961) — вышли под псевдонимом Лиллеви Гавелль.
Ингегерд Стаденер умерла в 1968 году. После её смерти была учреждена премия Полони (Polonipriset), предназначенная для женщин — авторов детективных историй. Первым лауреатом премии стала Лиза Марклунд со своим романом «Sprängaren» (1998), однако вручалась она лишь четырежды и в 2001 году прекратила существование.